# Premio James Tiptree Jr.
Il Premio James Tiptree Jr. (in lingua inglese James Tiptree, Jr. Award) è un riconoscimento alla migliore opera letteraria di fantascienza o di fantasy assegnato annualmente negli Stati Uniti in onore della scrittrice Alice Bradley Sheldon, meglio conosciuta con lo pseudonimo di James Tiptree Jr..

## Storia
La creazione del premio fu annunciata dalla scrittrice Pat Murphy nel febbraio del 1991 durante il congresso di fantascienza con orientamento femminista denominato WisCon (Women in Science Fiction Convention). Il riconoscimento, ideato con la collaborazione della scrittrice Karen Joy Fowler si prefigge lo scopo di premiare annualmenter le migliori opere letterarie di genere fantascientifico o fantasy che esplorano il concetto di genere discostandosi dalle tradizionali definizioni "politicamente corrette".
Non a caso il premio è intitolato alla scrittrice Alice Bradley Sheldon che, dietro l'alter ego maschile di James Tiptree Jr., rompeva le barriere tra quelli che fino ad allora erano ritenuti gli stili di scrittura "femminile" e "maschile".

## Organizzazione
Ogni anno la commissione che amministra l'associazione no-profit The James Tiptree Literary Award Council, individua un gruppo di cinque giurati che dovranno selezionerare una rosa di opere ritenute rappresentare al meglio lo spirito del premio: "fantascienza e fantasy che esplora e espande il genere"; agli stessi giudici è demandato il compito di interpretare e declinare il concetto. All'interno della lista di opere individuate, alcuni mesi prima della giorno fissato per la premiazione, i giudici eleggono uno o più vincitori cui andranno in premio mille dollari, un oggetto artistico originale, della cioccolata, una targa, una maglietta e una spilla raffigurante il logo del premio, nonché il viaggio per partecipare alla premiazione.
Sono valutati sia romanzi che romanzi brevi scelti dai giurati o proposti da lettori ed editori, inseriti in una lista da cui viene scelto uno o più vincitori. L'elenco non rappresenta in alcun modo una lista di finalisti ma semplicemente una serie di opere ritenute interessanti.

## Edizioni
I premi si riferiscono alle opere pubblicate nell'anno di riferimento mentre la proclamazione del vincitore e la premiazione avvengono l'anno successivo.

### I edizione 1991
Vincitori
- Sigma Draconis (A Woman of the Iron People) di Eleanor Arnason

ex aequo con
- White Queen, The Aleutian Trilogy Book 1 di Gwyneth Jones[3]

PremiazioneXVI edizione del WisCon, tenutasi a Madison (Wisconsin) il 7 marzo 1992.

### II edizione 1992
VincitoreAngeli di seta (China Mountain Zhang) di Maureen F. McHugh
PremiazioneXVII edizione del WisCon, tenutasi a Madison (Wisconsin) il 7 marzo 1993.

### III edizione 1993
VincitoreAmmonite di Nicola Griffith
PremiazioneVII edizione del Readercon (The conference on imaginative literature), tenutasi a Worcester (Massachusetts) il 10 luglio 1994.

### IV edizione 1994
Vincitori
- The Matter of Seggri di Ursula K. Le Guin

ex aequo con
- Larque on the Wing di Nancy Springer[6]

PremiazioneIV edizione del Potolach (The small literary speculative fiction convention), tenutasi a Berkeley, California il 12 febbraio 1995.

### V edizione 1995
Vincitori
- Waking the Moon di Elizabeth Hand

ex aequo con
- The Memoirs of Elizabeth Frankenstein di Theodore Roszak[7]

PremiazioneXX edizione del WisCon, tenutasi a Madison (Wisconsin) il 26 maggio 1995.

### VI edizione 1996
Vincitori
- Mountain Ways di Ursula K. Le Guin

ex aequo con
- The Sparrow di Mary Doria Russell[8]

PremiazioneXVIII edizione dell'ICFA (International Conference on the Fantastic in the Arts), tenutasi il 30 marzo 1997 a Fort Lauderdale.

### VII edizione 1997
Vincitori
- Black Wine di Candas Jane Dorsey

ex aequo con
- Travels With the Snow Queen di Kelly Link[9]

PremiazioneX edizione del Readercon (The conference on imaginative literature), tenutasi il 12 luglio 1998 a Westborough.

### VIII edizione 1998
VincitoreCongenital Agenesis of Gender Ideation di Raphael Carter
PremiazioneXX edizione dell'ICFA (International Conference on the Fantastic in the Arts), tenutasi il 21 marzo 1999 a Fort Lauderdale.

### IX edizione 1999
VincitoreThe Conqueror's Child di Suzy McKee Charnas
PremiazioneVIII edizione del Diversicon, tenutasi il 28 luglio 2000 a Minneapolis.

### X edizione 2000
VincitoreWild Life di Molly Gloss
PremiazioneXXV edizione del WisCon, tenutasi a Madison (Wisconsin), il 27 maggio 2001.

### XI edizione 2001
VincitoreThe Kappa Child di Hiromi Goto
PremiazioneXIV edizione del Readercon (The conference on imaginative literature), tenutasi il 14 luglio 2002 a Boston.

### XII edizione 2002
Vincitori
- Storie da uomini (Stories for Men) di John Kessel

ex aequo con
- Luce dell'Universo (Light) di M. John Harrison[3]

PremiazioneXXVII edizione del WisCon, tenutasi a Madison (Wisconsin) il 25 maggio 2003.

### XIII edizione 2003
VincitoreSet This House In Order: A Romance Of Souls di Matt Ruff
PremiazioneXXVIII edizione del WisCon, tenutasi a Madison (Wisconsin) il 30 maggio 2004.

### XIV edizione 2004
Vincitori
- I protomorfi (Camouflage) di Joe Haldeman

ex aequo con
- Troll: A Love Story di Johanna Sinisalo[15]

PremiazioneConvention Gaylaxicon tenutasi il 1º luglio 2005 a Boston.

### XV edizione 2005
VincitoreAir: Or, Have Not Have di Geoff Ryman
PremiazioneXXX edizione del WisCon, tenutasi a Madison (Wisconsin) il 30 maggio 2006.

### XVI edizione 2006
Vincitori
- Half Life di Shelley Jackson

ex aequo con
- The Orphan's Tales: In the Night Garden di Catherynne M. Valente[17]

PremiazioneXXXI edizione del WisCon, tenutasi a Madison (Wisconsin) il 28 maggio 2007.

### XVII edizione 2007
VincitoreThe Carhullan Army di Sarah Hall
PremiazioneXXXII edizione del WisCon, tenutasi a Madison (Wisconsin) il 26 maggio 2008.

### XVIII edizione 2008
Vincitori
- Filter House di Nisi Shawl

ex aequo con
- The Knife of Never Letting Go di Patrick Ness[19]

PremiazioneXXXIII edizione del WisCon, tenutasi a Madison (Wisconsin) il 25 maggio 2009.

### XIX edizione 2009
Vincitori
- Cloud & Ashes: Three Winter's Tales di Greer Gilman

ex aequo con
- Ooku: The Inner Chambers, Volume 1 e 2, di Fumi Yoshinaga[20]

PremiazioneXXXIV edizione del WisCon, tenutasi a Madison (Wisconsin) il 31 maggio 2010.

### XX edizione 2010
VincitoreBaba Yaga Laid an Egg di Dubravka Ugrešić
PremiazioneXXXV edizione del WisCon, tenutasi a Madison (Wisconsin) il 30 maggio 2011.

### XXI edizione 2011
VincitoreRedwood and Wildfire di Andrea Hairston
PremiazioneXXXVI edizione del WisCon, tenutasi a Madison (Wisconsin) il 27 maggio 2012.

### XXII edizione 2012
Vincitori
- The Drowning Girl di Caitlín R. Kiernan

ex aequo con
- Ancient, Ancient di Kiini Ibura Salaam[23]

PremiazioneXXXVII edizione del WisCon, tenutasi a Madison (Wisconsin) il 27 maggio 2013.

### XXIII edizione 2013
VincitoreRupetta di N. A. Sulway
PremiazioneXXXVIII edizione del WisCon, tenutasi a Madison (Wisconsin) il 23 maggio 2014.

### XXIV edizione 2014
Vincitori
- My Real Children di Jo Walton

ex aequo con
- The Girl in the Road di Monica Byrne[25]

PremiazioneXXXIX edizione del WisCon, tenutasi a Madison (Wisconsin) il 25 maggio 2015.

### XXV edizione 2015
Vincitori
- Lizard Radio di Pat Schmatz

ex aequo con
- The New Mother di Eugene Fischer[26]

PremiazioneXXXX edizione del WisCon, tenutasi a Madison (Wisconsin) il 27 maggio 2016.

### XXVI edizione 2016
VincitoreWhen the Moon Was Ours di Anna-Marie McLemore
PremiazioneXXXXI edizione del WisCon, tenutasi a Madison (Wisconsin) il 26 maggio 2017.

### XXVII edizione 2017
VincitoreWho Runs the World? di Virginia Bergin
PremiazioneXXXXI edizione del WisCon, tenutasi il 25 maggio 2018.

### XXVIII edizione 2018
VincitoreThey Will Dream In the Garden di Gabriela Damián Miravete
PremiazioneXXXXI edizione del WisCon, tenutasi il 26 maggio 2019.

### XXIX edizione 2019
VincitoreAcquadolce (Freshwater) di Akwaeke Emezi
PremiazioneXXXXI edizione del WisCon, tenutasi il 11 aprile 2020.

### XXX edizione 2020
VincitoreIfe-Iyoku, the Tale of Imadeyunuagbon di Oghenechovwe Donald Ekpeki
PremiazioneXXXXII edizione del WisCon, tenutasi il 7 settembre 2021.

### XXXI edizione 2021
VincitoreLuce dalle altre stelle (Light from Uncommon Stars) di Ryka Aoki
ex aequo con
- Sorrowland di Rivers Solomon[33]